# Albizia berteriana
Espèce
Statut de conservation UICN

 VU B1+2c : Vulnérable
 (needs updating) 
Albizia berteriana est une espèce de plantes à fleurs de la famille des Mimosaceae selon classification classique, ou à celle des Fabaceae, sous-famille des Mimosoideae selon la classification phylogénétique. C'est un arbuste tropical que l'on trouve aux Antilles essentiellement endémique à Cuba, Haïti, République dominicaine et Jamaïque.